# خشكدان العليا (سبيدار)
خشکدان العلیا (بالفارسية: خشکدان علیا) هي قرية تقع في إيران في قسم سبیدار الريفي. يقدر عدد سكانها بـ 14 نسمة بحسب إحصاء 2016.